# Hans Georgii (Eishockeyspieler)

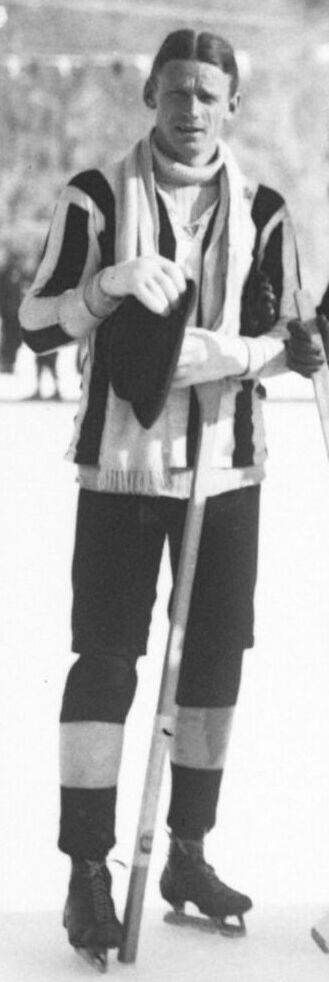
Hans Georgii 1914

Hans Petter Georgii (geboren 29. Juni 1889 in Stockholm, Schweden; gestorben 11. Juni 1970 in Genf, Schweiz) war der erste bekannte schwedische Eishockeyspieler.

## Leben
Hans Georgii war ursprünglich Bandy-Spieler beim IFK Stockholm und wechselte 1909 zum AIK Stockholm. 1911 zog er zum Studium nach Berlin. Dort kam er mit Eishockey in Kontakt. Er spielte anfangs für den Berliner EV 1886 und wechselte nach einem Monat zum führenden deutschen Verein, dem Berliner Schlittschuhclub. Er spielte hauptsächlich als linker, gelegentlich auch als rechter Stürmer. Bekannt war er dafür, immer mit einem weißen Schal zu spielen.
Mit dem Schlittschuhclub vertrat er Deutschland auch bei den LIHG-Meisterschaften, die zeitgenössisch auch als Weltmeisterschaften bezeichnet wurden. Insgesamt kam er damit auf 21 Einsätze in der deutschen Nationalmannschaft. Georgii hatte Bedenken, für ein fremdes Land anzutreten, wurde aber von seinem Arbeitgeber überredet.
Georgii arbeitete ab 1911 als Ingenieur bei Wayss & Freytag Ingenieurbau. 1917 zog er nach Stockholm und arbeitete bei Skånska Cementgjuteriet.
In Schweden war Eishockey (mit der Scheibe) noch weitgehend unbekannt, dort wurde Eishockey mit dem Ball gespielt (Bandy). Georgii gilt daher als erster schwedischer Eishockeyspieler. Er vertrat Schweden von 1912 bis 1913 beim Weltverband LIHG (heute IIHF), obwohl ein schwedischer Verband erst 1920 Mitglied wurde. Nach seiner Rückkehr nach Schweden arbeitete er an der Aufstellung der ersten schwedischen Eishockeynationalmannschaft zu den Olympischen Spielen 1920. Neben Georgii hatten nur seine Berliner Vereinskollegen Nils Molander, Hansjacob Mattsson und David Säfwenberg zuvor Eishockey gespielt, der Rest der Mannschaft bestand aus Bandy-Spielern. Georgii war als Teamkapitän vorgesehen, erkrankte jedoch vor dem Turnier und verpasste die Teilnahme. Die Europameisterschaft 1921 in Stockholm organisierte er ebenfalls mit.

## Auszeichnungen
- Im Mai 2012 (posthum) Aufnahme in die schwedische Eishockey-Ruhmeshalle
- 1914 Verleihung der preußischen Dankbarkeitsmedaille durch Kaiser Wilhelm II

## Erfolge
- Deutscher Meister (mit Berliner SC): 1913, 1914
- Internationaler Österreichischer Meister (mit Berliner SC): 1913, 1914
- LIHG-Meister (mit Deutschland): 1912, 1913
- Zweiter LIHG-Meisterschaft (mit Deutschland): 1914